# Taeke Jitze Botke
Taeke Jitze Botke (Nijmegen, 28 juli 1901 - Bommerig, 3 januari 1990) was een van oorsprong Friese tandarts, verzetsman, schrijver en kunstverzamelaar die het grootste deel van zijn leven in Maastricht en omgeving woonde. Hij is vooral bekend als schrijver van een boekje over zijn kampervaringen tijdens de Tweede Wereldoorlog en als de belangrijkste verzamelaar van schilderijen van Pyke Koch.

## Biografische schets
Taeke Botke werd in 1901 geboren als zoon van de Friese onderwijzer (later leraar), botanicus en heemkundige Jacob Botke (1877-1939) en zijn eveneens Friese echtgenote Blijke de Groot (1882-1965). Het echtpaar had één ander kind, Lijsbet Botke (1904-1988), die in 1932 huwde met de civiel ingenieur Johan Adrianus Gerard van der Steur (1899-1966), jongste zoon van de gelijknamige Delftse hoogleraar en architect. Het gezin woonde rond de eeuwwisseling in Nijmegen, waar vader Botke als onderwijzer werkzaam was, maar verhuisde later naar Groningen.
Taeke Botke studeerde tandheelkunde aan de Universiteit van Utrecht. In die jaren ontstonden enkele belangrijke vriendschappen, onder andere met de kunstenaar Pyke Koch, de kunsthistoricus en musicus Hans Philips en de Antilliaanse schrijver Cola Debrot. Na zijn studie vestigde hij zich in 1926 als tandarts in Maastricht, aanvankelijk op het adres Maastrichter Brugstraat 14. Later dat jaar nam hij de praktijk van dokter Smeets over, gevestigd in de oude Wolwaag, op de hoek van het Onze Lieve Vrouweplein en de Bredestraat.

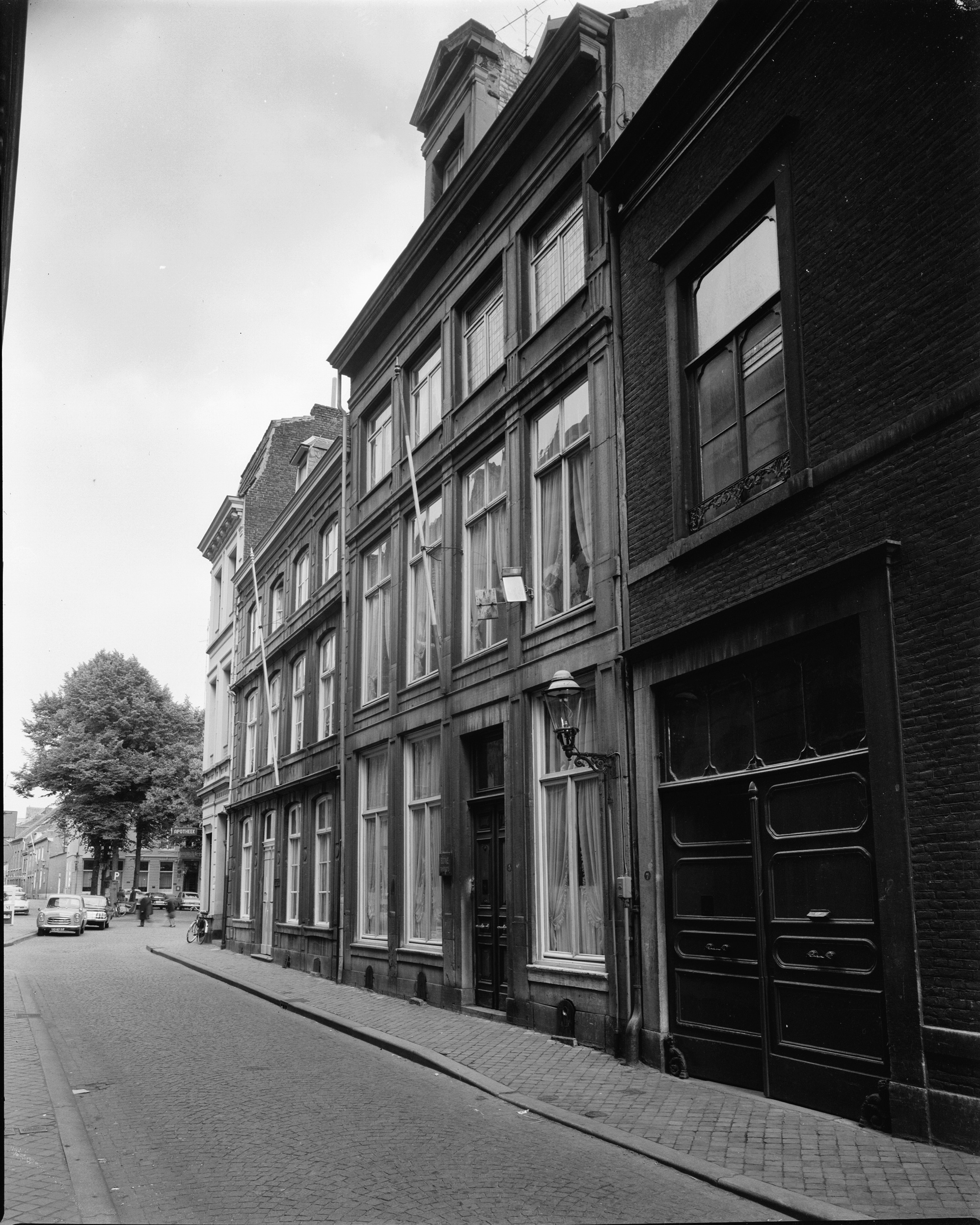
Bredestraat 5 (midden) in 1962, in de tijd dat Botke hier woonde

Tijdens de Tweede Wereldoorlog was Botke actief in het verzet, waarschijnlijk daartoe aangemoedigd door de Eijsdense graaf Rafaël de Liedekerke de Pailhe (geboren in 1903, in oktober 1943 in Utrecht gefusilleerd). Hij hielp onder meer geallieerde piloten, die in Nederland en België gestrand waren, naar Zwitserland te ontkomen (het zogenaamde Hannibalspiel). Waarschijnlijk belandde hij om die reden in 1943 in de gevangenis en verbleef hij achtereenvolgens in de concentratiekampen Vught, Ravensbrück en Sachsenhausen.
Na de oorlog (in elk geval vanaf 1950) vestigde Botke zich in een groot pand aan de Bredestraat, waar hij praktijk hield en op grote voet leefde. Botke gold als tandarts van de beau-monde, met patiënten die bereid waren vanuit Amsterdam, België en Duitsland naar Maastricht te reizen. Naast een assistente had hij tevens een dienstbode en een butler. In het kapitale pand vonden regelmatig extravagante feesten plaats, waarvoor met name liberale adellijken en kunstenaars werden uitgenodigd. Met de katholieke burgerij van Maastricht had Botke weinig op. In 1952 besteedde het blad Elegance drie pagina's aan een van zijn feesten. Door de buitenwereld werd hij gezien als een excentrieke snob, een mengeling van aristocraat en bohemien.
Botke had weinig belangstelling voor het werk van leden van de Limburgse Kunstkring, maar onderhield vriendschappelijke contacten met de kunstenaarskolonie van Kasteel Oost in Oost-Maarland, onder anderen met Teun Roosenburg, Jopie Goudriaan en Nicolaas Wijnberg. Ook met de Amsterdamse kunstwereld had hij goed contact. Zo hielp hij Willem Sandberg, conservator, later directeur van het Stedelijk Museum, in maart 1943 onderduiken. Verder was hij zijn leven lang bevriend met de magisch realist Pyke Koch, die hij tijdens zijn studiejaren in Utrecht had leren kennen. Wegens Kochs NSB-lidmaatschap en zijn welwillende houding ten aanzien van het fascisme, had hij eind 1950 (nadat zijn zaak eerder geseponeerd was) een beroepsverbod van één jaar opgelegd gekregen, wat inhield dat hij niet mocht tentoonstellen. In 1951, dus nog tijdens de periode van uitsluiting, stelde Botke zijn huis in Maastricht ter beschikking voor een tentoonstelling. Aangezien Botke als voormalig geïnterneerde beschouwd werd als politiek 'goed', leidde deze overtreding niet tot een formele reactie. Waarschijnlijk waren het Botkes goede contacten met Willem Sandberg, die in 1955-56 leidden tot een kleine overzichtstentoonstelling van Koch in het Stedelijk.
Rond 1965 kocht Botke een oude boerderij in het landelijk gelegen Bommerig (bij Mechelen). De restauratie van het monumentale pand was een kostbaar en ingrijpend project. Vanaf midden jaren 70 woonde hij permanent in Bommerig. Zijn buurman daar was Nico Wijnberg, die in die jaren scenografie doceerde aan de Jan van Eyck Academie. De laatste jaren van zijn leven leefde Botke teruggetrokken in zijn huis in Bommerig, waar hij in 1990 overleed.

## Nalatenschap

### Kunstverzameling

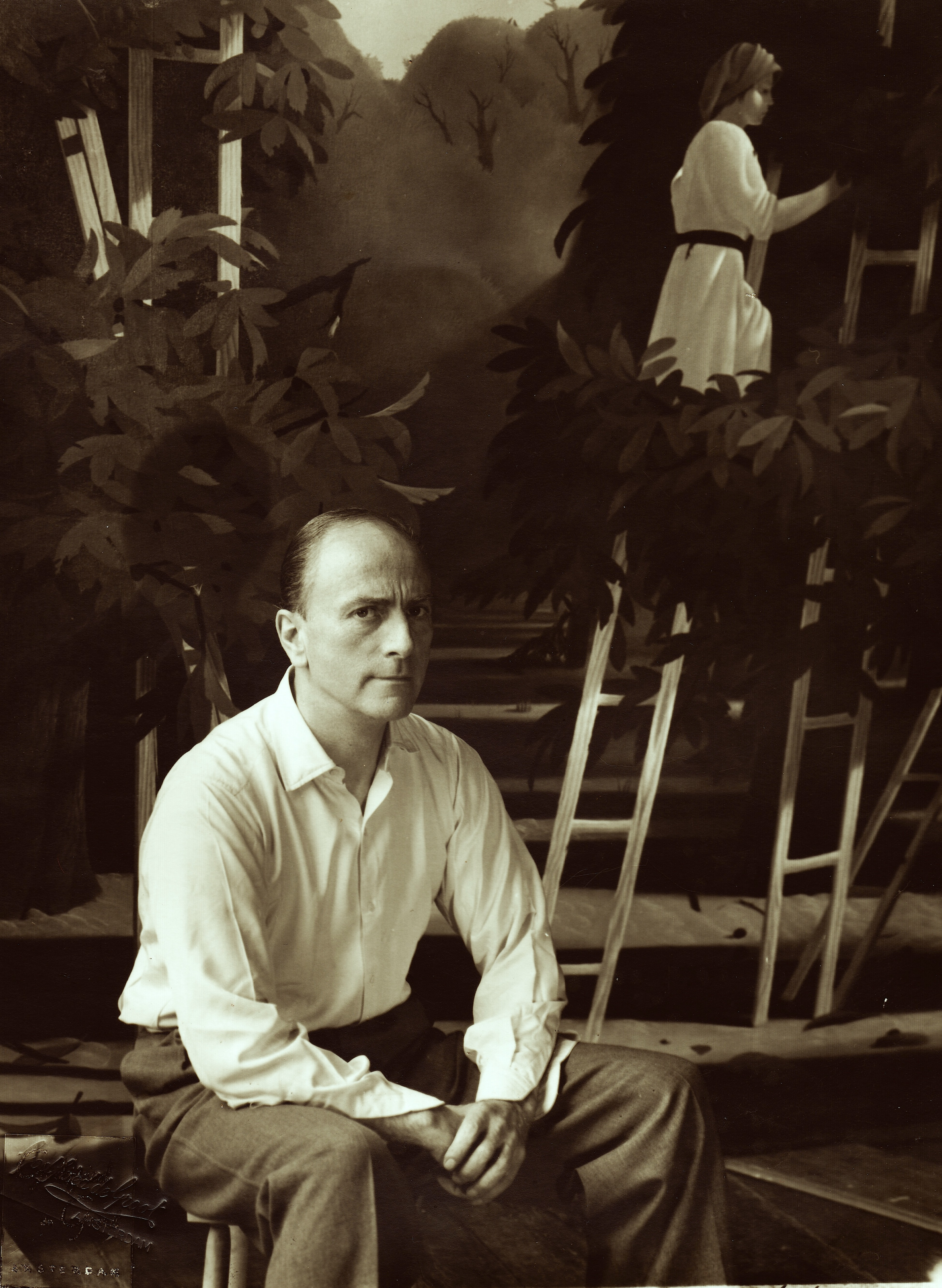
Pyke Koch voor zijn schilderij De oogst, in 1953 geschilderd voor Botke. De foto is gemaakt in 1955, wat mogelijk betekent dat dit in de witte salon van Botkes huis is

De kunstcollectie van Taeke Botke bestond uit antieke meubelen en kunstvoorwerpen, achttiende-eeuwse schilderijen en een twintigtal werken van Pyke Koch. Daarnaast verzamelde hij andere eigentijdse kunstenaars, onder anderen Kees van Dongen, Melle Oldeboerrigter, Jan Roëde, Constant Permeke, Ossip Zadkine, Massimo Campigli en Gino Severini. De verzameling in het statige pand aan de Bredestraat was op afspraak te bezichtigen. Ook na zijn permanente verhuizing naar Bommerig, trachtte Botke zijn collectie een museale status te geven, maar dit werd om diverse redenen geweigerd.
Botke was de belangrijkste verzamelaar van Pyke Kochs werk; hij bezat uiteindelijk 24 van diens schilderijen, bijna een kwart van het totale oeuvre. Zijn eerste aankoop was waarschijnlijk Bertha van Antwerpen (1931), eigenlijk een portret van Asta Nielsen als prostituee. Omstreeks 1935 bezat Botke acht schilderijen van Koch. In dat jaar kocht hij het schilderij Anna (1933-35), thans in het Centraal Museum in Utrecht. De kunsthistoricus Carel Blotkamp schat dat Botke voor dit schilderij vijftienhonderd tot tweeduizend gulden betaalde, voor die tijd een hoge prijs.
Na de oorlog sloten Botke en Koch een gentleman's agreement, waarbij de eerste aan de laatste een jaargeld beloofde uit te betalen met daaraan verbonden het eerste recht van aankoop. Mogelijk werd dit ingegeven door Koch's precaire financiële situatie als gevolg van zijn 'foute' oorlogsverleden. Koch maakte ook enkele werken in opdracht voor de witte salon in het huis van Botke, waaronder het grote schilderij De oogst uit 1953 (afmetingen: 200 x 260 cm). Verder bezat Botke zeker twee van de zeven portretten van Johanna Charlotte van Boetzelaer, waarvan één thans onderdeel vormt van de Caldic collectie.
Bij de solotentoonstelling van Koch in het Stedelijk Museum in 1955 (tegelijk met Karel Appel!) zijn 11 van de 14 schilderijen afkomstig uit Botkes collectie. In 1966 in het Gemeentemuseum Arnhem zijn dat er 22 van de 31. Bij deze laatste expositie raakt het doek Mercedes de Barcelona uit de collectie van Botke beschadigd. Na de restauratie verkoopt Botke het doek aan het Arnhemse museum. In 1973 verkoopt hij Bertha van Antwerpen en Staande schoorsteenveger II aan het Gemeentemuseum Den Haag. In 1982 komt het tot een definitieve breuk tussen Botke en Koch, als de eerste zijn bruiklenen voor een grote reizende tentoonstelling in Parijs, Luik en Arnhem op het laatste moment terugtrekt. Daarna schenkt hij diverse werken aan familie, vrienden en verzorgers. De resterende zeven Kochs worden in 1988 bij Christie's geveild. Geen enkel schilderij is in Maastricht terechtgekomen; wel zijn De vier seizoenen uit de witte salon in 1980 in het Bonnefantenmuseum te zien geweest.

### Overige
De Limburgse schilder en glazenier Daan Wildschut portretteerde Botke bij gelegenheid van zijn 45e verjaardag in 1948, gekleed in een rode gebloemde kimono en ontspannen zittend in zijn salon vol kunst en antiek. Het schilderij behoort tot de collectie van het Stedelijk Museum in Amsterdam, maar is in langdurige bruikleen afgestaan aan het Gemeentemuseum Weert.